# Viessmann
Viessmann Group GmbH & Co. KG er en tysk virksomhed indenfor opvarmning, klima og køling. I 2023 overtog Carrier Global for 12 mia. euro størstedelen af Viessmann. De har hovedkvarter i Allendorf (Eder), Hessen.
Johann Viessmann grundlagde virksomheden i 1917.